# Saint-Trinit
 Saint-Trinit  es una población y comuna francesa, en la región de Provenza-Alpes-Costa Azul, departamento de Vaucluse, en el distrito de Carpentras y cantón de Sault.
Está integrada en la Communauté de communes du Pays de Sault.

## Demografía
| 83 | 77 | 82 | 65 | 86 | 99 |
| Para los censos de 1962 a 1999 la población legal corresponde a la población sin duplicidades (Fuente: INSEE [Consultar]) |    |    |    |    |    |